# Антон Вратанар
Антон Вратанар — Антонеско (Врхово, код Лашког, 2. новембар 1919 — Београд, 4. јун 1993), учесник Народноослободилачке борбе, потпуковник ЈНА и народни херој Југославије.

## Биографија
Рођен је 2. новембра 1919. године у Врхову. Његов отац погинуо је у руднику током несреће 1922. године. У Трбовљу је студирао месарско занатство. Године 1941. упао је у немачко заробљеништво, убрзо је побегао и отишао у Штајерску у Партизане исте године. Године 1943. био је у ВОС бригади, тада шеф одбране за ВОС. У Белој Крајини је похађао курс ВДВ, од августа 1944. до ослобађања, командант штајерске ВДВ бригаде, а након рата завршио је Војну академију и постао потпуковник. Преминуо је 4. јуна 1993. у Београду и сахрањен је у Алеји заслужних грађана на Новом гробљу у Београду.
Орденом народног хероја одликован је 27. новембра 1953. године.